# Биллингсли, Барбара
Барбара Биллингсли (англ. Barbara Billingsley, урождённая Барбара Лилиан Комбесо (англ. Barbara Lillian Combeso); 22 декабря 1915 — 16 октября 2010) — американская актриса.

## Биография
Родилась в семье сотрудников полиции, когда родители развелись вместе со старшей сестрой Элизабет остались жить с отцом и его второй женой.
Уже в школе участвовала в театральных постановках. В 1937 году после прослушивания на Бродвее получила роль Лори Ли в комедии «Соломенная шляпка», которую играла на протяжении пяти лет. Работу в театре совмещала с выступлениями в качестве модели на показах мод.
В 1945 году заключила контракт с Metro-Goldwyn-Mayer и сыграла эпизодические роли в нескольких фильмах, однако её имя часто не указывали в титрах. В 1950-х годах она начала активно работать на телевидении. В 1957—1963 годах исполняла главную роль в сериале «Проделки Бивера», а в 1997 году она сыграла роль тёти Марты в киноадаптации этого сериала. Затем в творческой карьере актрисы наступил длительный перерыв, во время которого она изредка снималась в эпизодических ролях. В 1980 году Биллингсли возобновила свою карьеру, сыграв в таких фильмах и телесериалах как «Аэроплан!» (1980), «Морк и Минди» (1982), «Удивительные истории» (1985), «Детектив Майк Хаммер» (1987), «Обратно на пляж» (1987) и других.
В 2003 году актриса объявила о завершении карьеры, её последней работой стала роль мисс Рути в телевизионной комедии «Секретный Санта».

## Избранная фильмография
| Год       |    | Русское название        | Оригинальное название        | Роль                         |
| --------- | -- | ----------------------- | ---------------------------- | ---------------------------- |
| 1946      | ф  | Подводное течение       | Undercurrent                 | гостья на вечеринке          |
| 1947      | ф  | Море травы              | The Sea Of Grass             | подружка невесты             |
| 1948      | ф  | Очарование Сэксона      | The Saxon Charm              | миссис Мэддокс               |
| 1949      | ф  | Акт насилия             | Act of Violence              | голос                        |
| 1949      | ф  | Солнце восходит         | The Sun Comes Up             | медсестра                    |
| 1949      | ф  | Пленница                | Caught                       | клиентка магазина            |
| 1950      | ф  | Тень на стене           | Shadow on the Wall           | Ольга                        |
| 1950      | ф  | Наберите 1119           | Dial 1119                    | Дороти                       |
| 1952      | ф  | Злые и красивые         | The Bad and the Beautiful    | Эвелин Люсьен                |
| 1957—1963 | с  | Предоставьте это Биверу | Leave It to Beaver           | Джун Кливер                  |
| 1971      | с  | ФБР                     | The F.B.I.                   | миссис Ранкин / Джоан Коннер |
| 1980      | ф  | Аэроплан!               | Airplane!                    | леди, танцующая джайв        |
| 1982      | с  | Морк и Минди            | Mork & Mindy                 | миссис Луиз Бейли            |
| 1983—1987 | с  | Лодка любви             | The Love Boat                | Джун Кливер / Филлис Коуэнс  |
| 1983—1989 | с  | Всё ещё Бивер           | Still the Beaver             | Джун Кливер                  |
| 1985      | с  | Удивительные истории    | Amazing Stories              | Джун Кливер                  |
| 1989      | мс | Черепашки-ниндзя        | Teenage Mutant Ninja Turtles | Мирада                       |
| 1991      | с  | Пустое гнездо           | Empty Nest                   | Уинифред Макконнелл          |
| 1993      | мс | Мир Бобби               | Bobby’s World                | н/д                          |
| 1994      | с  | Мерфи Браун             | Murphy Brown                 | миссис Стритч                |
| 1997      | ф  | Проделки Бивера         | Leave It to Beaver           | тётя Марта                   |
| 2003      | тф | Секретный Санта         | Secret Santa                 | мисс Рути                    |